# Scottish FA Cup 1998/99
Der Scottish FA Cup wurde 1998/99 zum 114. Mal ausgespielt. Der wichtigste schottische Fußball-Pokalwettbewerb, der offiziell als Tennent's Scottish Cup ausgetragen und vom Schottischen Fußballverband geleitet wurde, begann am 5. Dezember 1998 und endete mit dem Finale am 29. Mai 1999 im Glasgower Hampden Park. Als Titelverteidiger startete Heart of Midlothian in den Wettbewerb, der sich im Vorjahresfinale gegen die Glasgow Rangers durchsetzen konnte. Im diesjährigen Endspiel um den Schottischen Pokal standen erneut die Rangers im Finale gegen Celtic im Old-Firm-Derby. Die Rangers konnten durch einen Treffer von Rod Wallace das Pokalfinale mit 1:0 für sich Entscheiden. In der Saison 1998/99 gewannen die Rangers das Triple aus Meisterschaft, Pokal- und Ligapokal. Als Verlierer startete Celtic in der UEFA-Pokal-Saison 1999/2000.

## 1. Runde
Ausgetragen wurden die Begegnungen am 5. Dezember 1998. Die Wiederholungsspiele fanden am 8. und 12. Dezember 1998 statt.
|                  | Ergebnis |                 |
| ---------------- | -------- | --------------- |
| FC Arbroath      | 1:2      | Partick Thistle |
| FC Dumbarton     | 1:1      | FC Livingston   |
| FC Queen’s Park  | 2:0      | Berwick Rangers |
| FC Stenhousemuir | 1:1      | Alloa Athletic  |

### Wiederholungsspiele
|                | Ergebnis |                  |
| -------------- | -------- | ---------------- |
| FC Livingston  | 3:0      | FC Dumbarton     |
| Alloa Athletic | 0:2      | FC Stenhousemuir |

## 2. Runde
Ausgetragen wurden die Begegnungen am 2./9. und 18. Januar 1999. Die Wiederholungsspiele fanden am 6./9./18. und 23. Januar 1999 statt.
|                              | Ergebnis |                       |
| ---------------------------- | -------- | --------------------- |
| Civil Service Strollers      | 0:3      | Albion Rovers         |
| Dalbeattie Star              | 1:2      | FC East Stirlingshire |
| Forfar Athletic              | 2:2      | FC East Fife          |
| FC Huntly                    | 3:0      | FC Peterhead          |
| Inverness Caledonian Thistle | 1:2      | FC Livingston         |
| FC Keith                     | 0:0      | Brechin City          |
| FC Montrose                  | 0:0      | Stirling Albion       |
| Partick Thistle              | 5:2      | FC Cowdenbeath        |
| FC Spartans                  | 1:1      | FC Clyde              |
| Whitehill Welfare            | 1:1      | FC Stenhousemuir      |
| Queen of the South           | 1:3      | Ross County           |
| FC Queen’s Park              | 1:1      | Clachnacuddin F.C.    |

### Wiederholungsspiele
|                    | Ergebnis |                   |
| ------------------ | -------- | ----------------- |
| FC Clyde           | 5:0      | FC Spartans       |
| Brechin City       | 3:1      | FC Keith          |
| FC East Fife       | 0:1      | Forfar Athletic   |
| FC Stenhousemuir   | 2:0      | Whitehill Welfare |
| Stirling Albion    | 2:1      | FC Montrose       |
| Clachnacuddin F.C. | 2:3      | FC Queen’s Park   |

## 3. Runde
Ausgetragen wurden die Begegnungen am 23. und 24. Januar sowie am 2. und 3. Februar 1999. Die Wiederholungsspiele fanden am 2./9./15. Februar 1999 statt.
|                     | Ergebnis |                       |
| ------------------- | -------- | --------------------- |
| FC Aberdeen         | 0:1      | FC Livingston         |
| Ayr United          | 3:0      | FC Kilmarnock         |
| Brechin City        | 1:1      | Albion Rovers         |
| Celtic Glasgow      | 3:1      | Airdrieonians FC      |
| FC Falkirk          | 3:0      | FC Huntly             |
| Greenock Morton     | 2:1      | FC Dundee             |
| Hibernian Edinburgh | 1:1      | Stirling Albion       |
| Partick Thistle     | 1:2      | Dunfermline Athletic  |
| Raith Rovers        | 0:4      | FC Clyde              |
| Glasgow Rangers     | 2:0      | FC Stenhousemuir      |
| FC St. Johnstone    | 1:0      | Forfar Athletic       |
| FC St. Mirren       | 1:1      | Hamilton Academical   |
| FC Stranraer        | 1:0      | FC East Stirlingshire |
| FC Motherwell       | 3:1      | Heart of Midlothian   |
| FC Queen’s Park     | 0:0      | Dundee United         |
| FC Clydebank        | 1:1      | Ross County           |

### Wiederholungsspiele
|                     | Ergebnis |                     |
| ------------------- | -------- | ------------------- |
| Albion Rovers       | 3:1      | Brechin City        |
| Hamilton Academical | 1:0      | FC St. Mirren       |
| Stirling Albion     | 2:1      | Hibernian Edinburgh |
| Dundee United       | 1:0      | FC Queen’s Park     |
| Ross County         | 2:3      | FC Clydebank        |

## Achtelfinale
Ausgetragen wurden die Begegnungen am 13. und 14. Februar sowie 3. März 1999. Das Wiederholungsspiel fand am 6. März 1999 statt.
|                     | Ergebnis |                      |
| ------------------- | -------- | -------------------- |
| Ayr United          | 1:0      | Albion Rovers        |
| Celtic Glasgow      | 4:0      | Dunfermline Athletic |
| Greenock Morton     | 6:1      | FC Clyde             |
| FC Livingston       | 1:3      | FC St. Johnstone     |
| FC Motherwell       | 2:0      | Stirling Albion      |
| FC Stranraer        | 1:2      | FC Falkirk           |
| Hamilton Academical | 0:6      | Glasgow Rangers      |
| FC Clydebank        | 2:2      | Dundee United        |

### Wiederholungsspiel
|               | Ergebnis |              |
| ------------- | -------- | ------------ |
| Dundee United | 3:0      | FC Clydebank |

## Viertelfinale
Ausgetragen wurden die Begegnungen am 6./7./8. und 13. März 1999. Das Wiederholungsspiel fand am 17. März 1999 statt.
|                 | Ergebnis |                  |
| --------------- | -------- | ---------------- |
| FC Motherwell   | 0:2      | FC St. Johnstone |
| Glasgow Rangers | 2:1      | FC Falkirk       |
| Greenock Morton | 0:3      | Celtic Glasgow   |
| Ayr United      | 0:0      | Dundee United    |

### Wiederholungsspiel
|               | Ergebnis |            |
| ------------- | -------- | ---------- |
| Dundee United | 2:1      | Ayr United |

## Halbfinale
Ausgetragen wurden die Begegnungen am 10. und 11. April 1999.
|                  | Ergebnis |                 |
| ---------------- | -------- | --------------- |
| Celtic Glasgow   | 2:0      | Dundee United   |
| FC St. Johnstone | 0:4      | Glasgow Rangers |